# Helenópolis (Bitinia)
40°43′24″N 29°30′08″E / 40.72339, 29.50224
Helenópolis (griego: Ἑλενόπολις) anteriormente llamada Drépana (griego. Δρέπανα) o Drépano (Δρέπανον) fue una ciudad grecorromana situada en la provincia de Bitinia en Asia Menor.  Es tradicionalmente considerada como lugar de nacimiento de santa Helena.

## Geografía
Situada en el golfo de Nicomedia (hoy İzmit) en la costa noroeste de Anatolia, se ha identificado con el pueblo moderno de Hersek, en el distrito de Altınova, provincia de Yalova, en la región del Mármara,Turquía.
La ciudad estaba situada cerca del río Drakos (hoy Yalakdere), llamado así por su curso sinuoso. Según Procopio, historiador del siglo VI, el río solía desbordarse a causa de las lluvias, por lo cual Justiniano hizo regularizar su curso con obras de ingeniería.

## Historia
Fundada como asentamiento helenístico en las proximidades de fuentes termales, posiblemente las mismas de la moderna estación balnearia de Termal, no se conoce prácticamente nada de su historia. Filostorgio da a entender que se formó por un sinecismo.
Procopio y Amiano Marcelino relatan que en ella nació Helena (ca. 258) madre del emperador Constantino, quien cambió el nombre de la antigua ciudad a Helenópolis y la dotó con una iglesia dedicada a santa Lucía.  Según Eusebio y Sozómeno fue una de las residencias favoritas del emperador en los últimos años de su vida, en especial por sus aguas minerales.
El emperador Justiniano (527-565) hizo edificar en ella termas, un acueducto y otros monumentos, además de mejorar los caminos y obligar a los mercaderes a usar los puertos del golfo de Nicomedia. No existen testimonios de que Justiniano haya visitado personalmente las aguas termales de Helenópolis, pero se sabe que Teodora, su esposa, viajó al lugar y proporcionó regalos a las iglesias locales 
En siglos posteriores, fue considerada como la segunda en importancia del thema de los Optimates y una importante estación en la ruta militar bizantina hacia Anatolia.
En sus proximidades, el emperador Alejo I Comneno construyó el castillo de Civetot para los mercenarios anglosajones que habían optado por huir de Inglaterra después de la conquista normanda y servir en la Guardia varega. Al respecto, Ana Conmeno escribió que el estado ruinoso de la ciudad causaba que sus residentes la llamasen, en un juego de palabras con su nombre, Έλεεινοῦ πόλις, Eleinou Polis, «ciudad miserable». Quizás por ello se consideró un mal presagio cuando Romano Diógenes (1068-171) desembarcó aquí en lugar de Neakomos en su camino a ser coronado en Constantinopla. Posteriormente,  Civetot fue abandonado a causa de temblores de tierra.
En 2019, un estudio académico halló las ruinas de Civetot bajo la laguna de Hersek. Los restos del castillo se identificaron en base a las similitudes arquitectónicas con las descripciones contemporáneas. Además de la fortaleza, se encontraron restos de un muelle y un faro, utilizados desde el período bizantino hasta los tiempos del Imperio otomano.

## Historia eclesiástica
Helenópolis en Bitinia fue obispado sufragáneo de la Metrópolis de Nicomedia.
El historiador eclesiástico Michel Le Quien menciona nueve de sus obispos y añade que el primero de ellos, Macrino, estuvo en el Concilio de Nicea (325), si bien su nombre no figura en las listas de los participantes de dicho concilio.
Hacia el año 400, la iglesia de Helenópolis estaba regida por Paladio de Galacia, amigo y defensor de Juan Crisóstomo, y autor de la Historia Lausiaca. El último obispo conocido asistió al Concilio de Constantinopla (879-880), pero la sede todavía aparece en la Notitia Episcopatuum hasta los siglos XII y XIII. Actualmente, Helenópolis en Bitinia está incluida en la lista de sedes titulares de la Iglesia católica.